# Éclimeux
Éclimeux település Franciaországban, Pas-de-Calais megyében. Lakosainak száma 180 fő (2022. január 1.). Éclimeux Blangy-sur-Ternoise, Humerœuille, Humières, Incourt, Neulette, Noyelles-lès-Humières és Blingel községekkel határos.

## Népesség
A település népességének változása:
| Lakosok száma | 174  | 169  | 172  | 176  | 179  | 180  | 181  | 181  | 180  |
|               | 2013 | 2015 | 2016 | 2017 | 2018 | 2019 | 2020 | 2021 | 2022 |